# Stilbops obscurus
Stilbops obscurus là một loài tò vò trong họ Ichneumonidae.